# Leise flüstern die Pistolen
Leise flüstern die Pistolen ist ein US-amerikanischer Spionagefilm von 1966, bei dem das Drehbuch auf Romanen von Donald Hamilton basiert. Unter der Regie von Phil Karlson spielte Dean Martin erstmals den Geheimagenten Matt Helm. Der Film wurde von Irving Allen produziert und von Elmer Bernstein musikalisch unterlegt.

## Handlung
Zu Beginn der Handlung wird der erfahrene Geheimagent Matt Helm, der sich nur noch als Fotograf betätigt, aus dem vorzeitigen Ruhestand wieder in den Dienst gerufen, weil eine multi-nationale Verbrecherorganisation mit dem Einsatz einer Atombombe droht. Wie man es schon von dem berühmten Geheimagenten James Bond kennt, begegnet er bei seinem Auftrag mehreren schönen Frauen.

## Darstellungsweise
Der Sänger und Schauspieler Dean Martin stellt den abgebrühten Geheimdienst-Veteranen Matt Helm als einen Liebhaber von Whisky, Zigaretten und schönen Frauen dar. Auf der Höhe der Bond-Manie produziert, wurden vor allem auch die Bond-typischen Gadgets und Topoi parodiert, meist aber in etwas skurriler Art und Weise – so gibt es seltsame bauliche Gimmicks in Helms Haus, wie ein Bett, das ihn an den Pool fährt und dort hinein rutschen lässt, zwei automatische Stangen, an denen er und seine jeweilige Partnerin sich abtrocknen lassen können und auch eine automatische Doppel-Kaffee-Station.

## Wirkung
Der Film war so erfolgreich, dass sich Dean Martin anschließend als Co-Produzent und Hauptdarsteller an drei Fortsetzungen beteiligte. So entstand ebenfalls 1966 Die Mörder stehen Schlange, gefolgt von Wenn Killer auf der Lauer liegen aus dem Jahre 1967. Zwei Jahre darauf wurde mit Rollkommando der vierte Film der Reihe produziert.

## Kritik
„Phantastisches Spektakel im Stil der James-Bond-Filme. […] Raffinierte Mischung aus Sex und Crime.“

„Ein kalt und glatt inszenierter Reißer, dessen rüder Witz kaum zur Persiflage taugt. Überflüssig.“

## Synchronisation
Die deutsche Synchronfassung entstand 1966 bei der Ultra-Film in München nach dem Dialogbuch von Wolfgang Schnitzler unter der Dialogregie von John Pauls-Harding.
| Rolle                 | Schauspieler     | Synchronsprecher    |
| --------------------- | ---------------- | ------------------- |
| Agent X               | Harry Holcombe   | John Pauls-Harding  |
| Andreyev              | Roger C. Carmel  | Wolf Ackva          |
| Barbara               | Nancy Kovack     | Helga Trümper       |
| Bewaffneter in Garage | Robert Phillips  | Erich Ebert         |
| Domino                | Richard Devon    | Herbert Weicker     |
| FBI-Agent             | Robert Glem      | Fred Klaus          |
| Funker                | Grant Woods      | Klaus Kindler       |
| Gail                  | Stella Stevens   | Heidi Treutler      |
| Joe Wigman            | Arthur O’Connell | Robert Klupp        |
| Lovey Kravezit        | Beverly Adams    | Kerstin de Ahna     |
| MacDonald             | James Gregory    | Arnold Marquis      |
| Matt Helm             | Dean Martin      | Holger Hagen        |
| Rezeptionist          | Patrick Waltz    | Norbert Gastell     |
| Sam Gunther           | Robert Webber    | Christian Marschall |
| Tina                  | Daliah Lavi      | Rose-Marie Kirstein |
| Tung-Tze              | Victor Buono     | Anton Reimer        |